# ジョン・ジャーウッド
ジョン・マイケル・ジャーウッド（英語: John Michael Jerwood MC、1918年9月17日 - 1991年6月23日）は、イギリス及び日本の宝石商、日本の大学教授。ジャーウッド財団を設立したことで知られる。

## 概要
1918年に生まれ、生後六ヶ月の時に父で宝石商だった父のジョン・ヒュー・ジャーウッドが第一次世界大戦で戦死した。彼の母親セシリア・メアリー・ハークローツ（旧姓 Powles）は、1920年に映画プロデューサーのアーサー・ウェルズリー・ランストリィ・フォセットと再婚した。彼は彼の父親のようにオーカムスクールで教育を受け、1935年からロンドンで叔父Frank Jerwoodの真珠と貴石の事業に参入した。
第二次世界大戦が勃発すると1940年に従軍し、イギリス陸軍第23師団第8大隊キングス・オウン・ヨークシャー軽歩兵に配属される。大佐に任命されたジョンはナチスドイツからアリエリという町を解放する作戦を展開し、1944年には武功十字章を授与されている。その後イタリアで第一大隊に配属され、戦後は飛行中尉として王立空軍に転籍し1958年には除籍されている。
一方戦後すぐに叔父が亡くなると代々の宝石事業を相続し、一旦手を引いていた真珠ビジネスに着手する。父が生前日本政府関係の仕事をしていた縁で行っていた真珠養殖を拡大させ、たちまちに成功し財を成した。1948年には日本の虎ノ門に家を建て、1950年に川井杉子と結婚した。二人の間に生涯子供はできなかった。また1983年時点で東京の一橋大学に教授として籍を置いていた。1991年にニューヨークで亡くなるまで日本で生活を続け、晩年まで日本の医療株などに投資を行っていた。
1977年にジャーウッド財団を立ち上げおよそ9000万ポンドを投じる。当初より弁護士のアラン・グリーヴらが運用に当たる。
財団は今日でも最も活動的なもののひとつとして、特に奨学金給付や芸術への投資で著名である。

## 財団の活動

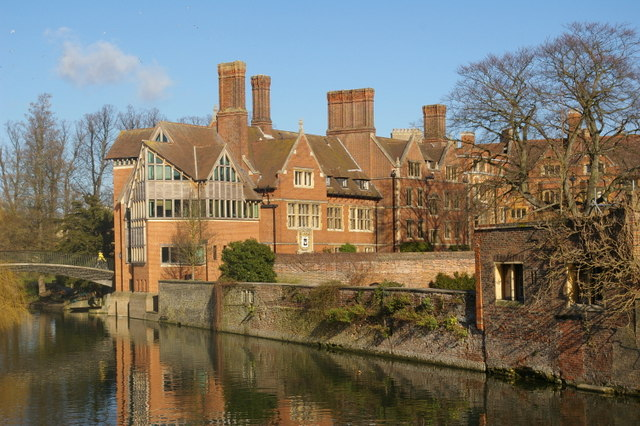
ケンブリッジのトリニティ・ホールにあるジャーウッド図書館（1999年開館）

- en:Jerwood Award, ノンフィクション文学賞
- en:Jerwood Drawing Prize, 絵画の賞
- en:Jerwood Foundation, 財団
- en:Jerwood Foundation's sculpture collection
- en:Jerwood Sculpture Prize, 彫刻の賞
- en:Jerwood Space, ロンドンにある財団施設